# Rudi het racevarken
Rudi het racevarken (Duits: Rennschwein Rudi Rüssel) vertelt de avonturen van een varkentje op het Duitse platteland.

## Televisie
Een verfilming van de reeks door de ARD, bestaande uit 39 afleveringen, werd het eerst uitgezonden in 2008-10, onder de Duitse titel Rennschwein Rudi Rüssel. De opnames gebeurden in de streek van Berg, in de deelstaat Noordrijn-Westfalen. Internationaal wordt de serie verkocht onder de Engelse titel Rudi the Racing Pig. In Vlaanderen is Rudi te zien op Ketnet, in Nederland bij Zapp.